# Hana Horáková
Hana Horáková; z d. Machová (ur. 11 września 1979 w Bruntálu) – czeska koszykarka, reprezentantka kraju, grająca jako niska skrzydłowa, mistrzyni Europy z 2005, wicemistrzyni świata z 2010. W 2010 została wybrana najlepszą koszykarką w Europy oraz MVP mistrzostw świata.

## Osiągnięcia
Stan na 26 października 2017, na podstawie, o ile nie zaznaczono inaczej.

### Drużynowe
- Mistrzyni:
  - Euroligi (2006)
  - Turcji (2011)
  - Czech (2000–2008, 2010)
- Wicemistrzyni:
  - Euroligi (2005, 2008)
  - Czech (2009, 2013)
- Brąz Euroligi (2000, 2003)
- Zdobywczyni:
  - Pucharu Czech (2000–2009, 2013)
  - Superpucharu Turcji (2010)
- Finalistka Pucharu Czech (2010)

### Indywidualne
- Koszykarka roku:
  - FIBA Europa (2010)[4]
  - Czech (2003, 2004)
- Uczestniczka meczu gwiazd Euroligi (2011)[5]
- Liderka Euroligi w przechwytach (2009)
- 4. w głosowaniu na najlepsza koszykarkę Europy (2003)

### Reprezentacja
Drużynowe
- Mistrzyni Europy (2005)
- Wicemistrzyni:
  - świata (2010)
  - Europy (2003)
- Uczestniczka:
  - igrzysk olimpijskich (2004 –  5. miejsce, 2008 – 7. miejsce, 2012 – 7. miejsce)
  - mistrzostw Europy:
    - 1999 – 5. miejsce, 2001  – 9. miejsce, 2003, 2005, 2007 – 4. miejsce
    - U–16 (1995 – 8. miejsce)

  - mistrzostw świata:
    - 2006 – 7. miejsce, 2010
    - U–19 (1997 – 6. miejsce)

Indywidualne
- MVP mistrzostw świata (2010)
- Zaliczona do I składu mistrzostw:
  - świata (2010)
  - Europy (2005)
- Liderka w przechwytach: 
  - Eurobasketu (2001, 2003)
  - igrzysk olimpijskich (2004)
  - mistrzostw świata (2006 – 3,6, 2010 – 2,9)[6][7]